# Giuseppe Canella
Giuseppe Canella (Verona, 28 luglio 1788 – Firenze, 11 settembre 1847) è stato un pittore italiano.

## Biografia
Ricevette i primi rudimenti della formazione artistica da suo padre Giovanni, architetto, frescante e scenografo; per il resto, Giuseppe Canella è da considerare un autodidatta. Si dedicò, nei primi anni di attività, alla realizzazione di scenografie per teatri di Verona e alla decorazione pittorica, ad affresco, di residenze nobiliari, a Verona e a Mantova.

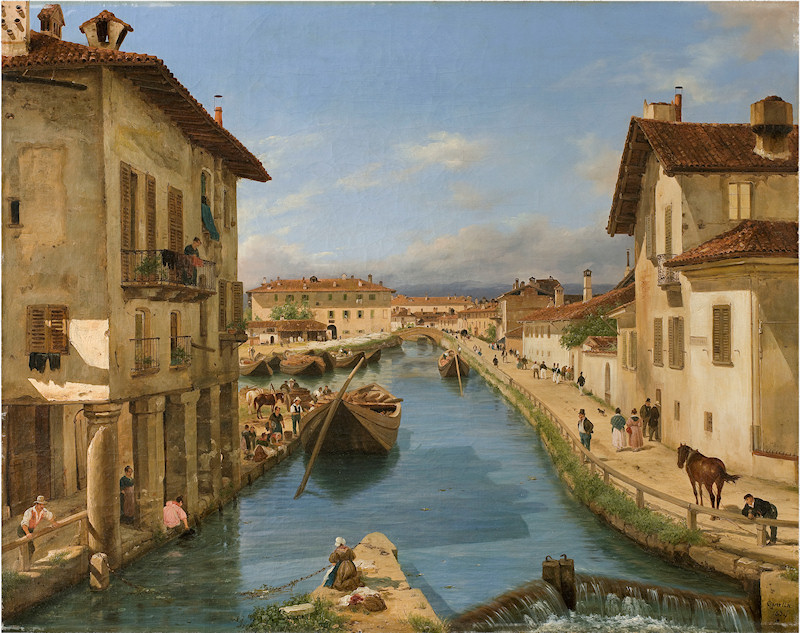
Naviglio preso dal ponte di San Marco in Milano, 1834 Collezioni d'arte della Fondazione Cariplo

Forse influenzato da Pietro Ronzoni, paesista di fama internazionale attivo a Verona, si orientò verso la pittura del paesaggio. Dopo il soggiorno a Mantova dal 1811 al 1815, un breve soggiorno a Venezia gli permise di studiare i vedutisti veneti e veneziani del Settecento. Compì anche viaggi nei Paesi Bassi, alla scoperta dei pittori di paesaggio olandesi del Seicento. Ne trasse ispirazione per una pittura dal vero, un po' statica nelle sue precisazioni scenografiche, ma di bella luminosità e spesso ben timbrata di colore.

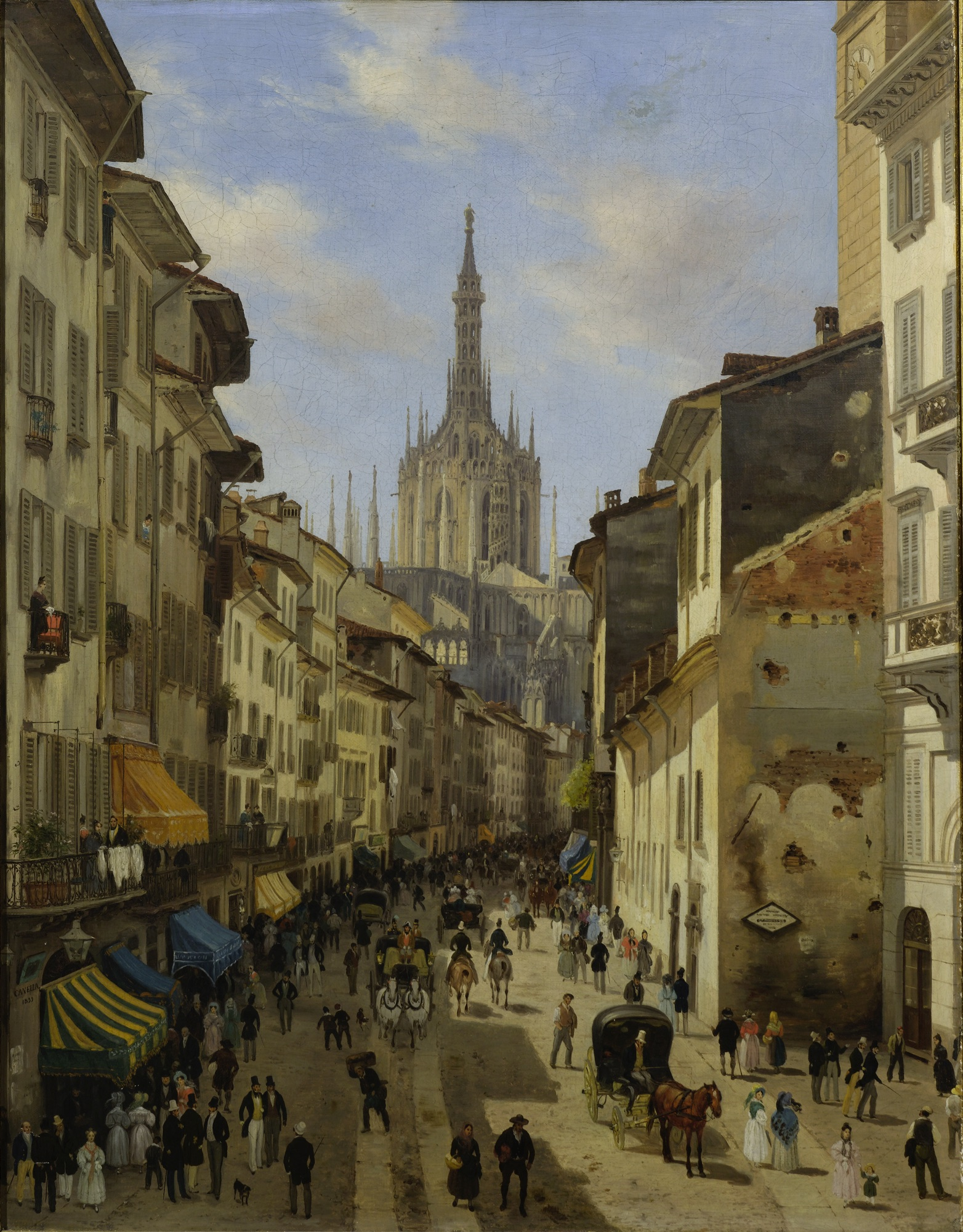
La corsia dei servi a Milano (1834)

Esordì all'Esposizione di belle arti di Brera, nel 1818, presentando tele con vedute. Intraprese, poi, un lungo viaggio di studio che lo porta in Spagna e in Francia, e si fermò a Parigi per dieci  anni.
Intorno al 1830 eseguì disegni che riproducono boulevards e vedute della Senna nel centro storico di Parigi, visibili nella raccolta di disegni del Museo Sforzesco e di proprietà della Galleria d'Arte Moderna di Milano.
Nel 1831 inviò all'Esposizione dell'Accademia di Brera tredici tele con paesaggi che riscuotono il favore del pubblico, anche grazie alla notorietà raggiunta da Canella in Francia, per la sua costante presenza ai Salons di Parigi. Luigi Filippo d’Orleans gli conferì una medaglia d'oro nel 1830.
Nel 1832 Canella rientrò a Milano, dove Ferdinando I d'Austria lo aveva scelto come accademico di Brera. Si dedicò alla realizzazione di vedute cittadine, caratterizzate da un interesse per la vita contemporanea e da una resa atmosferica larga e ariosa, con piccole figure fatte con pochi trattiː queste sue vedute sono in competizione con quelle di Giovanni Migliara.
Dal 1835 tornò in prevalenza al paesaggio, scegliendo scorci di campagna lombarda e ambienti lacustri. S'interessò anche ad aspetti più poveri e umili, in linea con le istanze moraleggianti di derivazione manzoniana. Compì un viaggio di studio a Roma e a Napoli, nel biennio 1838-1839.